# Piaggio Porter
Le Piaggio Porter est un petit véhicule utilitaire, appartenant à la catégorie des mini-vans. Il a été lancé en 1992 par le constructeur italien Piaggio et produit dans l'usine Piaggio - Veicoli Commerciali - de Pontedera, près de Pise.

## Première série Piaggio-Daihatsu (1993-1998)
En 1992, les groupes automobiles italien Piaggio et japonais Daihatsu créent une coentreprise en Italie, Piaggio-Daihatsu VCL, pour créer un nouveau véhicule devant remplacer les petits utilitaires Piaggio Ape Porter et Daihatsu Hijet.
Ce nouveau véhicule a été conçu par Piaggio en association avec le Japonais Daihatsu. Le projet a consisté à réaliser un véhicule de petites dimensions, le principe de tous les utilitaires Piaggio, mais de capacité de transport remarquable. Le constructeur italien voulant compléter par le haut sa production de triporteurs de la gamme Vespa Ape.
En 1993, il sera également commercialisé au Japon et sur certains marchés européens sous le nom de Daihatsu Hijet huitième génération. 
La gamme initiale a comporté 3 versions : le fourgon tôlé, le fourgon vitré et le pick-up. Toute la gamme est équipée d'un moteur essence 3 cylindres d'une cylindrée de 1 000 cm3 de dérivation Daihatsu.
En janvier 1995, Piaggio commercialise les versions équipées de moteurs diesel de 1 200 cm3 de cylindrée d'origine Lombardini. Les moteurs essence reçoivent une injection électronique multipoint et un catalyseur. Une nouvelle version apparaît, le Tipper, mini camion avec benne basculante. 
Peu après, Piaggio lance une version 4 × 4 avec un moteur essence. Tous les modèles de la gamme Porter sont également disponibles avec un moteur électrique Micro-Vett. 
À partir de 1997, le Porter minibus de 4 et 6 places sera également commercialisé sous le nom d'Innocenti Porter.
Piaggio commercialise également une version Piaggio Porter de sécurité qui a été sélectionné par de nombreux pays. En Italie, les Carabiniers l'ont fait équiper d'une mitrailleuse FN Minimi.

## Deuxième série Piaggio (1998-2011)
La deuxième série du Piaggio Porter apparaît en 1998. Le petit utilitaire bénéficie d'une profonde refonte esthétique de l'avant du véhicule et bénéficie de nouveaux moteurs, un essence 1.300 16v et un 1.400 diesel Lombardini.
À partir de 2002, la commercialisation sous la marque Daihatsu est interrompue à la suite de la dissolution de la coentreprise Piaggio-Daihatsu VCL remontant à 1992. À partir de cette date, Piaggio assure seul la poursuite du projet, le constructeur japonais ayant été racheté par le géant Toyota. Piaggio présente une version Porter Maxxi avec des roues jumelées sur l'essieu arrière afin d'augmenter la charge utile transportée à 1 100 kg. Ce modèle sera également disponible en version 4 × 4. La gamme des versions et équipements en 4 × 4 est élargie.

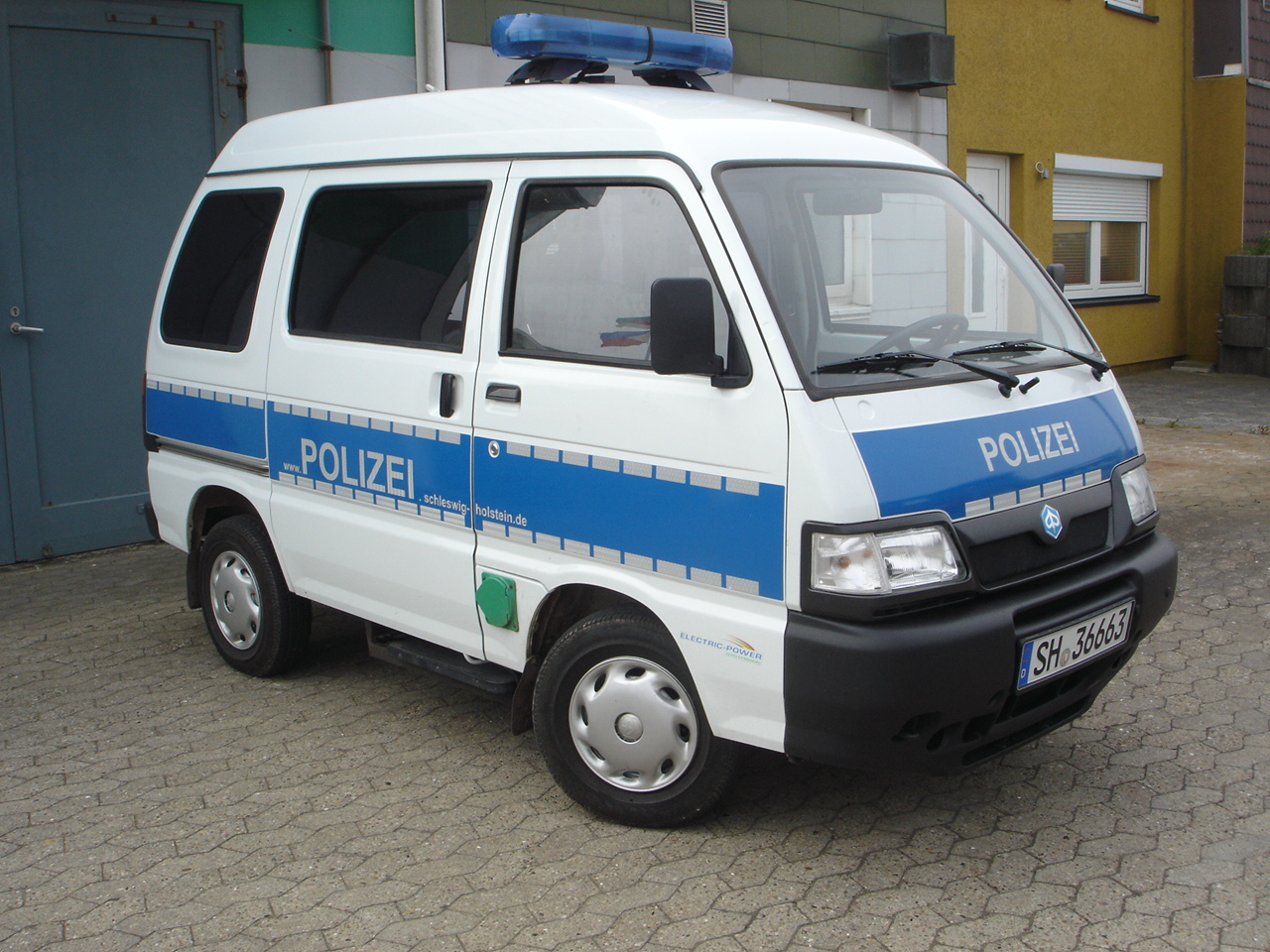
Piaggio Porter Électrique (2010).

En 2003, Piaggio ajoute une variante moteur alimenté au GPL, carburant très prisé en Italie et aux Pays-Bas.
En 2006, normes européennes obligent, les moteurs essence se mettent en  conformité avec la norme Euro 4, grâce à l'adjonction de la gestion électronique italienne CF3000. La production des versions diesel est arrêtée.
En 2008, la version GPL Euro 4 « Eco Power » fait son apparition. Toujours en 2008, Piaggio lance une version avec charge utile plus importante « Porter Maxxi E4 ». Le PTC du véhicule atteint les 2 200 kg.

## Troisième série Piaggio (2011-20xx)
En 2011, Piaggio lance la troisième série avec des motorisations Euro 5, avec des motorisations essence, GPL, méthane et électrique. Cette version bénéficie d'un restylage complet avec une nouvelle face avant et l'aménagement intérieur renouvelé. Retouches purement esthétiques qui rendent le véhicule plus moderne. 
En 2013, Piaggio relance, après quelques années d'absence, la version 4x4 de base avec la gamme Porter Euro 5B+, produite par la société Cucini. 

### Caractéristiques techniques version électrique
La version électrique du Porter est née en 1995. Depuis cette date, le constructeur a sans cesse apporté des améliorations techniques pour maintenir le Porter à la pointe. Ainsi le moteur est de type à courant continu avec excitation séparée, le meilleur de la technique actuellement sur le marché.
D'une puissance nominale de 11 kW, il dispose d'un couple nominal de 55 N m, 215 N m au démarrage. A la vitesse maximale de 55 km/h, il offre une autonomie garantie de 110 km. Les batteries de type gel plomb accumulent 17 kWh et peuvent se recharger en huit heures sur une simple prise de courant domestique de 10 A/240 V. Une formule recharge rapide d'urgence en deux heures est également possible.
La boîte de vitesses est automatique à variation continue.

## Piaggio Porter NP6 (2021-20xx)
Dévoilé en 2021, le Piaggio Porter NP6 propose une motorisation 4 cylindres en ligne longitudinale et est disponible en châssis nu, en plateau fixe ou en plateau basculant, il est basé sur le Foton T3/T5,,.

## Utilisation
Outre les artisans et commerçants, le Porter en version 4x2 et 4x4  est très présent dans les services publics municipaux, il dispose d'une prise de force de 6 kW. On le trouve également comme véhicule de dépannage dans les grandes flottes de transports routiers.
Les différents équipements disponibles sont :
- plateau fixe d'une longueur de 1.98 (version courte) ou 2,70 m (version Maxxi longue),
- benne chantier basculante à 45°,
- benne chantier avec grue hydraulique,
- magasin ambulant,
- plateforme ou nacelle élévatrice,
- transports frigorifiques,
- benne jardinage,
- benne poubelles,
- minibus pour PMR et 3 passagers,
- minibus 5 passagers,
- fourgonnette avec une charge utile de 3,00 m3 / 750 kg.

## Galerie

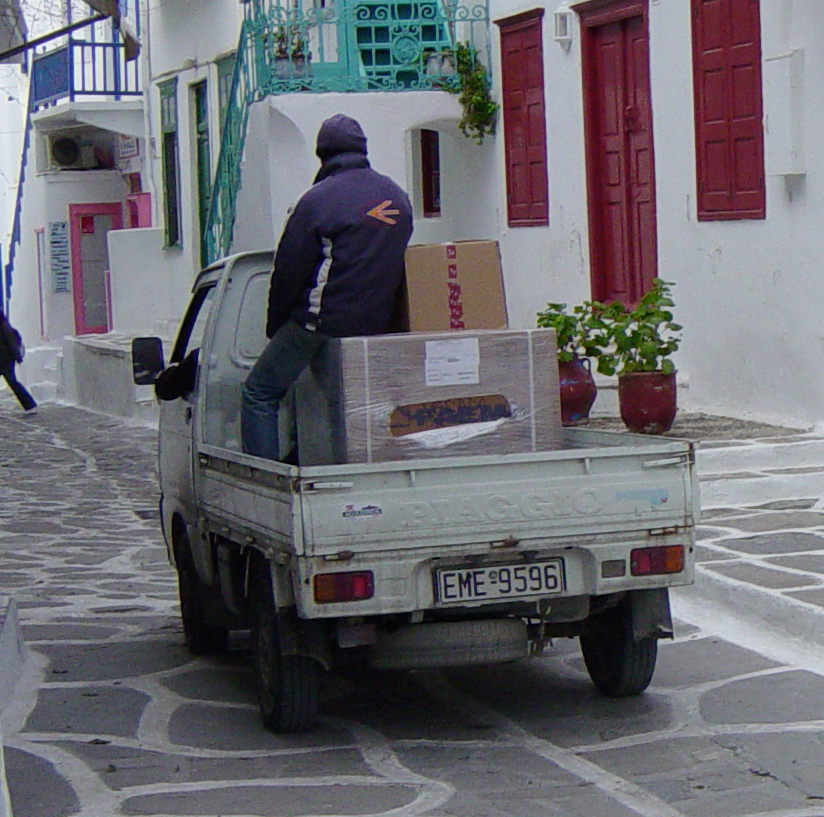
Piaggio Porter Pickup plateau fixe
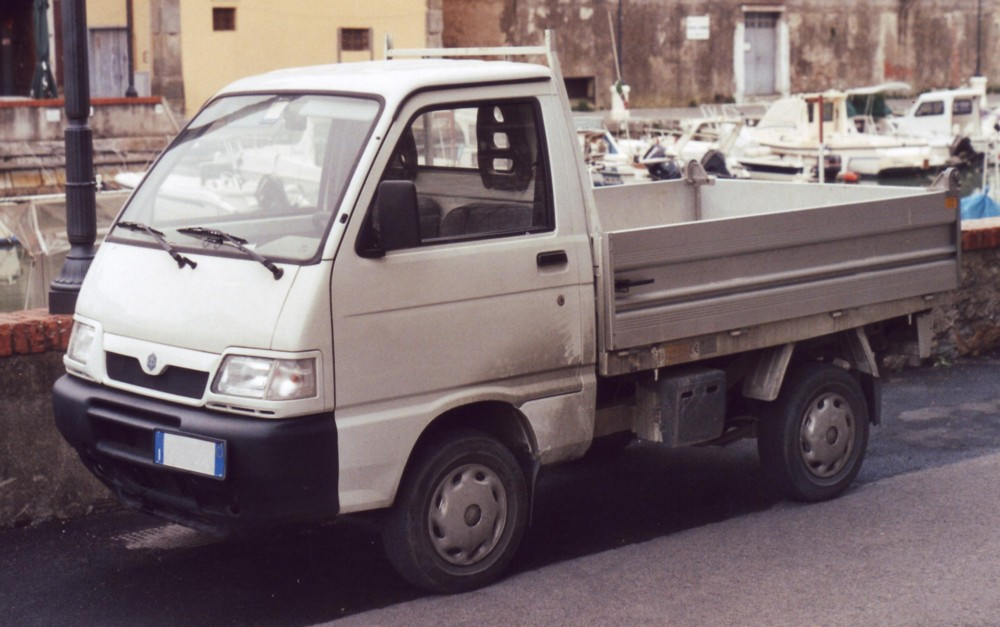
Piaggio Porter benne 2e série
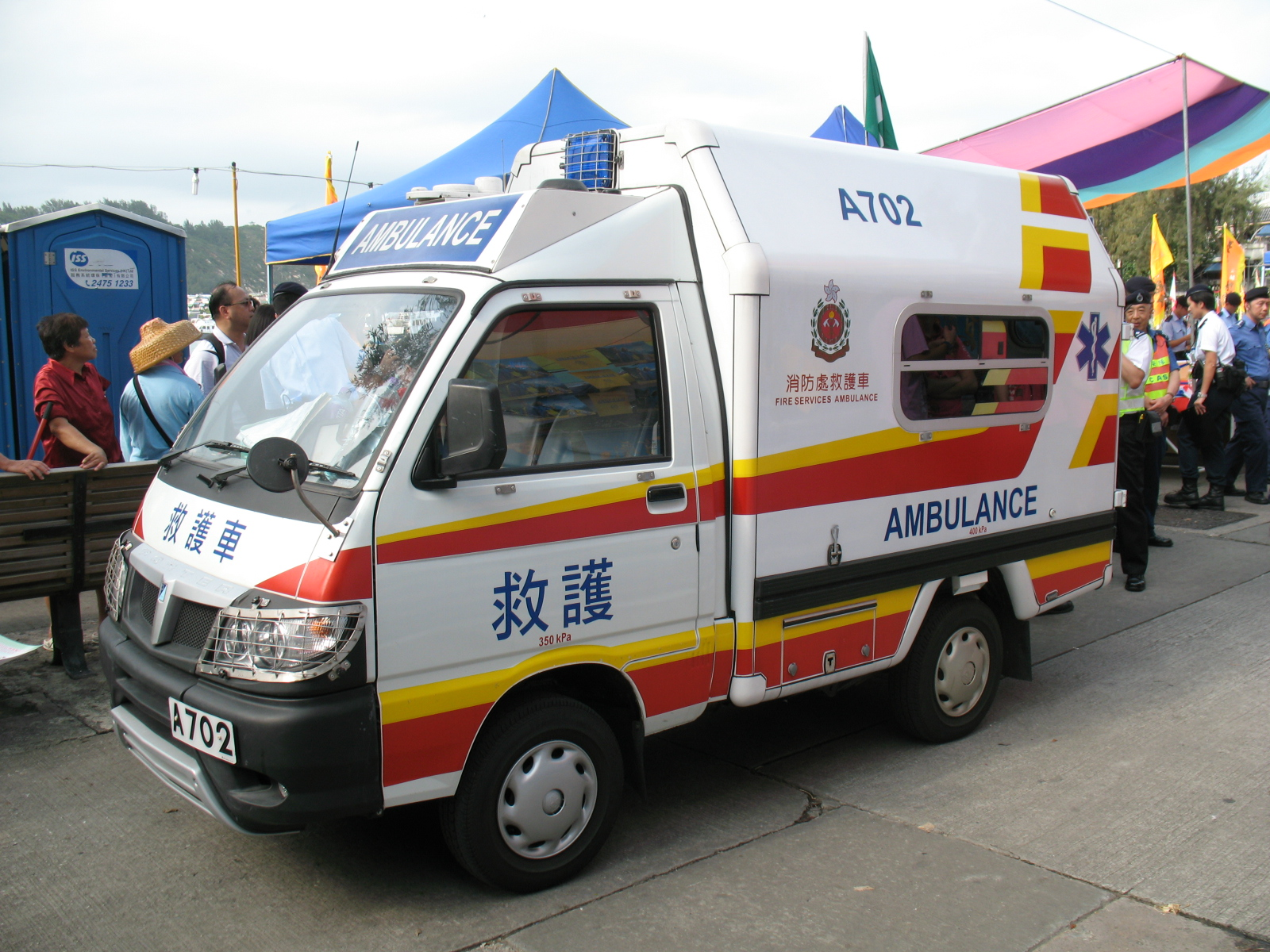
Piaggio Porter Ambulance à Hong Kong (2012)